# Lingua sorotaptica
La lingua sorotaptica (dal greco σορός, soros,'urna funeraria' e θαπτός, thaptós, 'sepolto') è un'antica lingua indoeuropea parlata presumibilmente nella parte orientale della penisola iberica dalle popolazioni della cultura dei campi di urne durante l'età del Bronzo; il termine sorotapto è stato coniato da Joan Coromines. Le evidenze di questo antico idioma sarebbero di tipo toponomastico, che indicherebbero un tipo di lingua indoeuropea pre-celtica.
Coromines ha utilizzato il concetto del sorotapto per spiegare alcune incongruenze riguardanti le lingue romanze della penisola iberica. Lo studioso ha identificato questa lingua con delle iscrizioni risalenti al II secolo a.C. rinvenute presso Amélie-les-Bains-Palalda sulla frontiera franco-spagnola. Queste iscrizioni includono alcune parole latine ma anche parole né latine né celtiche che Coriminas relaziona con il sorotaptico.